# Аясма (дем Места)
Аясма или Кури (на гръцки: Αγίασμα, до 1926 година Κουρί, Кури) е село в Гърция, дем Места (Нестос), административна област Източна Македония и Тракия. 

## География
Селото е разположено северозападно от Керамоти, в равнинна местност, част от долното поречие на Места. Целият район представлява малък полуостров, създаден за милиони години от наносите на Места, който се врязва на около километър в Бяло море.

## История

### В Османската империя
В XIX век е село в Саръшабанска каза на Османската империя. На австро-унгарската военна карта е отбелязано като Кору Хумаюн (Koru Humajun), също и на картата на Йоргос Кондоянис – Кору Хумаюн (Κορού Χουμαγιούν). Съгласно статистиката на Васил Кънчов („Македония. Етнография и статистика“) към 1900 година Кури Хумаюнъ е турско селище и в него живеят 150 турци.
Според гръцка статистика към 1911 година селото е изцяло мюсюлманско с 220 жители мюсюлмани.

### В Гърция
В 1913 година селото попада в Гърция след Междусъюзническата война. Според статистика от 1913 година има население от 335 души. В 20-те години на XX век турското му население се изселва по споразумението за обмен на население между Гърция и Турция след Лозанския мир и на негово място са заселени гърци бежанци от Източна Тракия, които в 1928 година са 99 семейства с 393 души, като селището е изцяло бежанско. По-късно в селото са заселени около 60 семейства каракачани скотовъдци.
| Име      | Име         | Ново име     | Ново име      | Описание             |
| -------- | ----------- | ------------ | ------------- | -------------------- |
| Кумбурну | Κουμπουρνοῦ | Ихтиотрорион | Ἰχθυοτροφείον | рибарник ЮЗ от Аясма |
| Коан     | Κοὰν        | Акронери     | Ἀκρονέρι      |                      |

Според преброяването от 2001 година има 1158 жители, а според преброяването от 2011 година има 843 жители.
Селяните произвеждат пшеница, боб, ориз, дини и слънчоглед, като се занимават и със скотовъдство. Църквата в селото е „Свети Георги“, разположена в центъра му.
| Година    | 1913 | 1920 | 1928 | 1940 | 1951 | 1961 | 1971 | 1981 | 1991 | 2001 | 2011 | 2021 |
| --------- | ---- | ---- | ---- | ---- | ---- | ---- | ---- | ---- | ---- | ---- | ---- | ---- |
| Население | 335  | 270  | 411  | 685  | 1022 | 1176 | 1056 | 115  | 1076 | 1158 | 843  | 748  |